# Nerve (US-amerikanische Band)

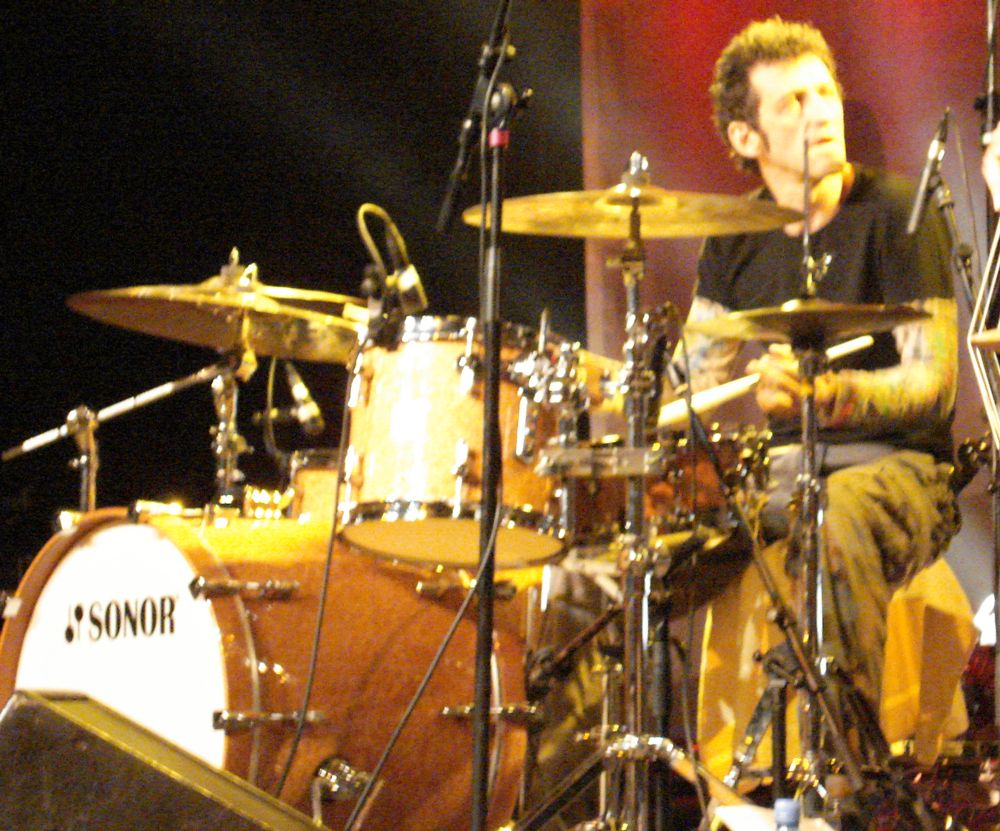
Jojo Mayer Strange Balls of Fire

Nerve ist eine Musikerformation aus New York City um den Schweizer Schlagzeuger Jojo Mayer, die zeitgenössische elektronische Musikstile wie Drum and Bass, Jungle und House im Live-Kontext umsetzt. Zum Kern gehören der amerikanische Bassist John Davis, der Keyboarder Jacob Bergson (vorher Keyboarder und Trompeter Takuya Nakamura) und am Mischpult Aaron Nevezie (vorher der Schweizer Toningenieur Roli Mosimann). Statt John Davis spielten auf der Live-Tour 2006 Yosi Fine und 2007 Janek Gwizdala.

## Geschichte
Gestartet wurde Nerve im Frühjahr 1998 als experimentelle Plattform. Die Idee hinter Nerve ist es, die üblicherweise rein mit Computern erstellte elektronische Musik der DJ-Kulturen wieder live mit Band umzusetzen. Alle Klänge werden dabei von Musikern mit Instrumenten gespielt und vom Toningenieur in Echtzeit bearbeitet. Zwar gibt es gewisse Grundstrukturen, auf denen die Songs basieren, der Großteil der Live-Performance basiert jedoch auf Improvisation.
Nach einigen erfolgreichen Auftritten von Nerve entstand schnell das Konzept Prohibited Beatz, ein Multimedia-Party-Event in New Yorker Clubs, bei denen die Band von weiteren Musikern, DJs und auch Video-Künstlern ergänzt wird.
Eigentlich war Nerve als reines Live-Projekt gedacht, wegen der hohen Nachfrage des Publikums wurde 2007 schlussendlich doch ein Album aufgenommen. Aufgrund verschiedener Schwierigkeiten mit Plattenfirmen eine internationale Veröffentlichung zu bekommen, ist die CD bisher nicht auf normalen Wege erschienen. Seit Juni 2009 ist das Album „Prohibited Beats“ im iTunes Store erhältlich. Seit Ende 2009 ist die Band wieder im Studio, Anfang 2010 folgten die ersten finalen Aufnahmen. Es ist geplant im Laufe des Jahres 2010 mehrere mini-EPs zu veröffentlichen.
Am 13. April 2014 postete Nerve auf ihrer Webseite:

“Hey everyone, we hope the first little bit of 2014 has been treating you well. We have a few big changes going on here that we would like to share with you. First of all, and most importantly, Takuya will not be performing with Nerve on our upcoming dates. During the last year, as many of you know, Tak was on tour with Coco Rosie and also performing with his band, Cosmic BB's, and Jojo and John did a number of duo Nerve gigs, as well as a residency at Nublu with various guests. We have decided that at this moment, our respective artistic visions are not aligned, and for the time being it is best to continue in this manner. We would like everyone to know that this is happening out of a deep mutual musical respect, and desire to do what is right for the music. We wish Tak the best in the pursuit of his art, and hope to collaborate again in the future.
Upcoming concerts featuring Jojo and John will be at Nublu NYC on 3/24, Nublu Jazz Festival in Brazil on 3/27 and 28, and Glasslands, BK on 4/9. Event pages to be shared shortly.
We look forward to seeing you out there!”

Seitdem ist Jacob Bergson Teil der Band und übernimmt dort Takuyas Part.

## Werke
- 2007: Prohibited Beats
- 2010: ep1, ep2
- 2011: ep3, The Distance between zero and one
- 2012: ep4, Glitter (Single)
- 2014: ep5
- 2015: Live in Europe, Ghosts of Tommorow
- 2016: Vocal Collaborations
- 2017: Nerve
- 2018: After the Flare
- 2019: Music for Sharks